# Colla gegantera
Una colla gegantera o colla de geganters és una agrupació de persones que tenen custòdia i porten els gegants a les cercaviles i festes majors. La colla reuneix els geganters, siguin portadors, músics o acompanyants.
El II Congrés de Cultura Tradicional i Popular del 1995-96 va recomanar una estructura d'organització amb tres nivells: una junta amb president que es fa càrrec de l'administració, un cap de colla que s'encarrega de coordinar i dirigir la colla durant les sortides dels gegants i els geganters En algunes colles encara no s'ha clarificat quines són les tasques del president i quines les del cap de colla.
Al Catalunya, el 1984 es varen agrupat 27 colles per coordinar-se en l'Agrupació de Colles de Geganters de Catalunya, que l'any 2000 fou guardonada amb el Premi Nacional de Cultura Popular concedit per la Generalitat de Catalunya. El 2016 l'agrupació tenia 360 colles associades.

## Geganters
Els geganters o bastaixos són les persones que porten els gegants o cabuts. Per extensió, també es coneix com a geganter qualsevol membre d'una colla gegantera, inclosos els músics i els acompanyants encara que no portin gegants. Segons explica Joan Amades en el Costumari català, originàriament, els geganters cobraven per dur els gegants, ja sigui amb una compensació econòmica o també hi havia el costum d'obsequiar-los amb un parell d'espardenyes i un àpat (arròs i carn). Actualment, els geganters són gent voluntària que porta gegants sense afany de lucre.

### Tipologia de geganters
- Els geganters portadors són els que fan desfilar els gegants durant una cercavila.
- Els geganters balladors són els que saben fer ballar els gegants amb una coreografia.
- Els geganters músics són els que toquen la música que ballen els gegants, ja sigui un flabiol, la gralla, sac de gemecs o la percussió…
- Els geganters col·laboradors o de suport són els que ajuden els geganters balladors i portadors, però no porten els gegants.
- Els geganters cap de colla són els que dirigeixen els geganters durant les trobades de gegants.
- Els geganters constructors són els que creen i reparen els gegants. Normalment, no forment part de la colla gegantera sinó que són artistes/escultors que fan diversos gegants al seu taller.

### Ball de gegants
El ball de gegants és la màxima expressió que pot assolir un gegant o més (i totes les seves variants: gegantes, gegantons, gegantets, etc.) quan surt al carrer. Per defecte, aquesta tipologia de ball tradicional (com poden ser el ball del Serrallonga, ball de bastons, ball de gitanes...) s'anomena només amb el mot gegants, tal com passa amb els capgrossos, el drac, l'àliga, etc.
També s'anomena ball de gegants aquella dansa que disposa d'una coreografia i música (pròpia o no) preestablerta.